# Czarnocin (Łódź)
Czarnocin is een dorp in het Poolse woiwodschap Łódź, in het district Piotrkowski. De plaats maakt deel uit van de gemeente Czarnocin en telt 1300 inwoners.